# راسلمينيا 37
راسلمينيا 37 (بالإنجليزية: WrestleMania 37)‏ هو عرض مصارعة محترفة من فئة الدفع مقابل المشاهدة وهو العرض السابع والثلاثين من سلسلة عروض الراسلمينيا. سيعرض في 10 و11 أبريل 2021 وهو العرض الأول بجمهور منذ جائحة كوفيد-19 ومنذ حلقة راو في 9 مارس 2020.

## وصلات خارجية
- الموقع الرسمي